# Giáo phận Bắc Hải
Giáo phận Bắc Hải (tiếng Trung: 天主教北海教区; tiếng Latinh: Dioecesis Pehaevensis) là một giáo phận của Giáo hội Công giáo Rôma ở Trung Quốc, nằm trong Giáo tỉnh Quảng Châu với tòa giám mục đặt tại địa cấp thị Bắc Hải (Quảng Tây).

## Lịch sử
- 1/8/1920: Hạt Đại diện Tông tòa Tây Quảng Đông và Hải Nam được tách ra từ Hạt Đại diện Tông tòa Quảng Châu.
- 3/12/1924: Đổi tên thành Hạt Đại diện Tông tòa Bắc Hải.
- 11/4/1946: Nâng cấp thành Giáo phận Bắc Hải.

## Lãnh đạo giáo phận
- Giám mục Giáo phận Bắc Hải
  - Giám mục Phaolô Tô Vĩnh Thái (2004–nay)
  - Giám mục Gustave-Joseph Deswazières, M.E.P. (11/4/1946 – 22/2/1959)
- Đại diện Tông tòa Bắc Hải
  - Giám mục Gustave-Joseph Deswazières, M.E.P. (27/11/1940 – 11/4/1946)
  - Giám mục Jean-Baptiste-Michel-Marie-Louis Pénicaud, M.E.P. (16/12/1929 – tháng 2/1940)
  - Giám mục Gustave-Joseph Deswazières, M.E.P. (15/2/1928 – tháng 11/1928)
  - Giám mục Auguste Gauthier, M.E.P. (3/12/1924 – 12/5/1927)
- Đại diện Tông tòa Tây Quảng Đông và Hải Nam
  - Giám mục Auguste Gauthier, M.E.P. 1/6/1921 – 3/12/1924)